# Francisco Ignacio Triana
Francisco Ignacio Triana Cárdenas (nacido en la década de 1940 en Cundinamarca) es un exciclista de ruta colombiano.

## Palmarés
1965
- Clasificación de los novatos en la Vuelta a Colombia

1968 
- 2 etapas de la Vuelta a Colombia[1]

1970 
- 1 etapa de la Vuelta a Colombia

1971 
- 2º en el Clásico RCN

1972
- Tour de Guadalupe

## Equipos
- Cundinamarca (1970)
- Beneficencia de Cundinamarca (1971)
- Cundinamarca (1972)
- Relojes Pierce (1972)
- Ferretería Reina (1973)
- Néctar - ELC (1973)  De 19-06 hasta 01-07
- Ferretería Reina (1974)
- Libreta de Plata (1975)